# دانشگاه تاکسین
دانشگاه تاکسین (TSU. ) (تایلندی: มหาวิทยาลัยทักษิณ، ترجمه شده به "دانشگاه جنوب")، یک دانشگاه دولتی در جنوب تایلند است. این دانشگاه در ناحیه موانگ سونگخلا، استان سونگخلا واقع شده‌است. حدود بیست کیلومتر از منطقه هات یای فاصله دارد. پیش از این، دانشگاه تاکسین یکی از شعبه‌های دانشگاه سریناخارین ویروت بود. دانشگاه تاکسین به عنوان یک دانشگاه دولتی مستقل در ۱ سپتامبر ۱۹۹۶ تأسیس شد.
رنگ‌های دانشگاهی خاکستری رنگ مغز است و در نتیجه نشان دهنده تفکر است. آبی رنگ دریا و آسمان است و نشان دهنده وسعت است. این دو رنگ در کنار هم به معنای تفکر گسترده یا تفکر با دید است.